# Parabonzia mindanensis
Parabonzia mindanensis är en spindeldjursart som beskrevs av Corpuz-Raros 1996. Parabonzia mindanensis ingår i släktet Parabonzia och familjen Cunaxidae. Inga underarter finns listade i Catalogue of Life.